# Шаритьяр, Джелалудин
Амредин Мохаммад Анвар Шарифи (перс. جلال‌الدین شریعت‌یار‎ нем. Djelaludin Sharityar; род. 15 марта 1983, Задран, Пактия) — афганский и немецкий футболист, опорный полузащитник. Выступал за национальную сборную Афганистана. Обладатель кубка Катара.

## Клубная карьера

### Ранние годы
Футболом начал заниматься в 1990 году в Германии, некоторое время тренировался в молодёжной структуре клуба «Вольфсбург».

### Начало профессиональной карьеры в Швейцарии и Германии
В 2001 году подписал контракт со швейцарским клубом третьего дивизиона «Кройцлинген». После этого вернулся в Германию, где выступал за клубы региональных немецких лиг «Зинген» и «Констанц». В 2006 году стал игроком клуба пятого немецкого дивизиона «Эммендинген». В преддверии старта сезона 2007/08 годов, по завершении недельного пересмотра, подписал контракт с клубом «Вайден», выступавшем в Баварской лиге. В январе 2009 года перешёл в клуб «Швайнфурт 05».

### Выступления за границей
В июне 2009 года перешёл в клуб АПЕП из первого дивизиона Кипра. В команде провёл один сезон, после чего расторг с клубом соглашение по согласованию сторон и свободным агентом перебрался в клуб «Этникос» (Ахна).
В июле 2012 года Джелалудин перешёл в клуб «Аль-Хидд» из Премьер-лиги Бахрейна.
В январе 2014 года расторг контракт с «Аль-Хиддом», после чего вернулся в Германию в клуб «Швайнфурта 05».
В сезоне 2015/16 вернулся в Премьер-лигу Бахрейна, где стал игроком клуба «Манама Клаб». Играл в Лиге чемпионов Персидского залива, выиграл кубок Катара.
1 февраля 2017 года на правах аренды играл за индийский клуб «Мумбаи», отыграл за клуб два неполных сезона и завершил карьеру.

## Карьера в сборной

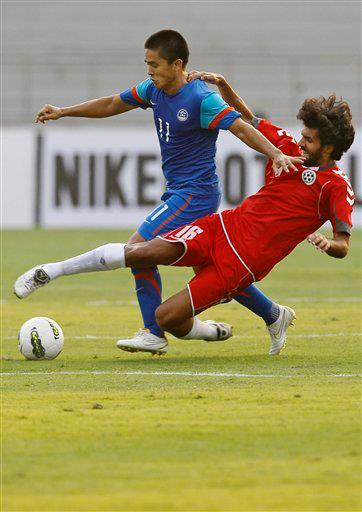
Джелалудин Шаритьяр (в красной футболке) во время матча против Индии (2011)

В составе национальной сборной Афганистана дебютировал 8 октября 2007 года в проигранном (0:3) поединке квалификации чемпионата мира против сборной Сирии, в котором Шаритьяр отыграл все 90 минут. В августе 2014 года был вызван в олимпийскую сборную Афганистана (как один из трёх игроков старше 23 лет), которая выступала на Азиатских играх.
За национальную сборную провёл 38 матчей, забил 1 мяч, некоторое время являлся капитаном сборной.

## Личная жизнь
В семилетнем возрасте приехал из Афганистана в Германию вместе с тремя братьями и матерью, где к тому моменту уже проживал его отец с 1986 года.